# Premier Empire d'Haïti
Pour les articles homonymes, voir Premier Empire (homonymie).
22 septembre 1804 – 17 février 1807
(2 ans, 4 mois et 26 jours)
Entités précédentes :
- Saint-Domingue

Entités suivantes :
- État d'Haïti (Nord)
- République d'Haïti (Sud)

Le Premier Empire d'Haïti (en créole haïtien : Anpi an Ayiti) était une monarchie située dans les Caraïbes. Il s’agit du premier régime politique d’Haïti depuis l’indépendance du pays, le 1er janvier 1804.  
Le gouverneur général d'Haïti, Jean-Jacques Dessalines, qui venait de prendre le pouvoir, établit l'empire le 22 septembre 1804, se proclamant empereur sous le nom de Jacques Ier.  
L’empereur est assassiné le 17 octobre 1806. Deux membres de son état major, les généraux Alexandre Pétion et Henri Christophe, prennent ensuite le pouvoir, ce qui entraîne une crise de succession et une scission dans du pays. Pétion est à la tête de la partie méridionale d’Haïti et Christophe à la tête de l’État du Nord. 

## Fondation
Après le départ des troupes françaises, Jean-Jacques Dessalines, échaudé et craignant une nouvelle attaque, provoque aussitôt le massacre des derniers colons français blancs. Il donne à Saint-Domingue son nom autochtone d'Haïti et déclare l'indépendance le 1er janvier 1804 aux Gonaïves. La première nation noire libre du monde vient ainsi de naître.

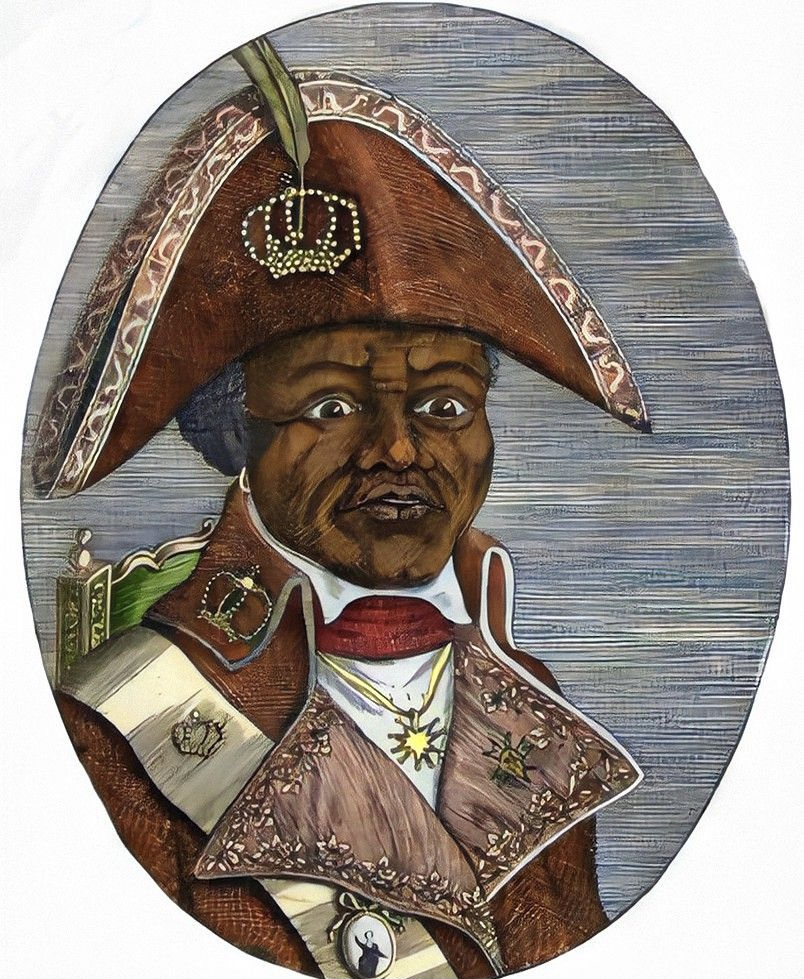
Dessalines, premier empereur d’Haïti.

Cette indépendance n'est toutefois pas reconnue par la France qui obtient, lors du traité de Paris du 30 mai 1814, que les puissances signataires considèrent encore le territoire comme colonie française.

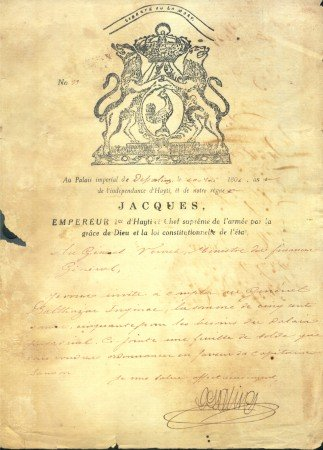
Constitution de l'Empire d'Haïti 1805.

Craignant le retour des Français dans l'île, Dessalines fait construire des forts et promulgue une constitution. 
Le 8 octobre 1804, il est couronné empereur sous le nom de Jacques Ier d'Haïti, au Cap-Haïtien sous le titre : Sa Majesté Jacques Premier, Empereur. Il est couronné le 6 octobre suivant. 

## Constitution
La constitution du 20 mai 1805 définit la manière dont l'empire devait être gouverné, le pays étant divisé en six armées divisions. Le général de chaque division correspond directement avec l'empereur ou le général en chef nommé par l'empereur. La constitution interdit également aux Blancs, à l'exception des Allemands naturalisés et des Polonais, de posséder des biens à l'intérieur de l'empire.
Cette constitution, en matière de libertés sociales, prévoit entre-autres la liberté de religion (sous Toussaint, le catholicisme avait été déclaré seule religion officielle d’État) et postule que tous les citoyens non-blancs d’Haïti, quelles que soient les nuances de leur peau, doivent être considérés comme « Noirs » afin d’éliminer la hiérarchie raciale qui s’était développée en Haïti, favorisant les personnes les plus claires. En revanche, il est interdit aux hommes blancs non-métissés de posséder une propriété ou un domaine sur le sol haïtien, afin de rendre irréversibles les cessions françaises consécutives à la révolution haïtienne. Si les Français devaient revenir pour réimposer l’esclavage, l’article 5 de la constitution déclare : « Au premier coup de fusil d’avertissement, les villes seront détruites et la nation se lèvera en armes ». Pour assurer l’égalité des chances, cette constitution officialise le français, car le créole parlé par la grande majorité de la population n’est pas standardisé et diffère de celui parlé dans d’autres îles.
La constitution impériale stipule également que l’Empire est une monarchie élective, dans laquelle l’empereur est désigné parmi les généraux à la tête des six commandements militaires. L’empereur peut également désigner son propre successeur en faisant ratifié son choix par le conseil militaire.  

## Campagnes militaires
Fin février 1805, l’empereur avec ses troupes part dans deux directions : une partie vers le nord (Dajabón-Santiago-La Vega-Saint Domingue) commandée par Henri Christophe, et une autre vers le sud (Hinche-San Juan de la Maguana-Azua-Baní-Saint-Domingue) commandée par Dessalines en personne. Le 25 février 1805, Dessalines à la tête de 30 000 hommes s'empare de Santiago. Sur la route sud, l'empereur haïtien se rend compte que les habitants de San Juan de la Maguana et de Baní ont évacué leur ville pour se protéger, et considère dès lors que la population autochtone ne mérite pas sa clémence. Le 6 mars, en s'approchant de la capitale, il ordonne d'incendier la ville de San Carlos en périphérie de Saint Domingue et de commencer le siège de la ville. Le 25 mars, Dessalines ordonne l'extermination totale de la population sous son contrôle. Ces populations sont alors déportées vers les grandes villes d'Haïti où elles sont tuées en place publique par écrasement (par des chevaux ou des bêtes de somme) et écartèlement.

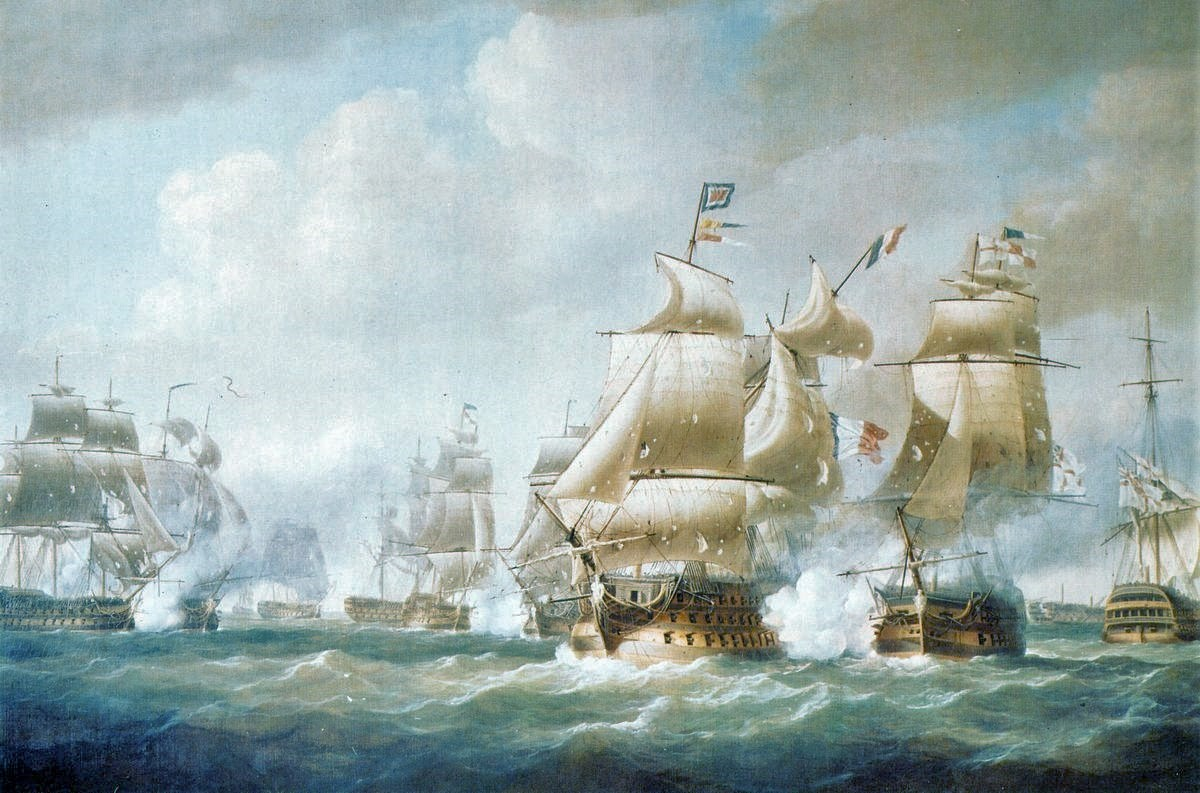
Navires français et britanniques lors de la bataille de Saint Domingue.

Trois jours plus tard, arrivent à Saint Domingue trois frégates et deux brigantins français. Dessalines abandonne le siège de Saint-Domingue et fait retraite vers Haïti. En avril 1805, Dessalines, Christophe et leurs troupes rasent entre autres Santiago, Moca, La Vega, Azua, San Juan de la Maguana, Baní et massacrent les habitants qui n'ont pas fui dans la Cordillère centrale. Environ 10 000 personnes ont ainsi été tuées. Ces massacres ont assis la base de deux siècles d'animosité entre les deux pays.
L’invasion de la partie orientale par Haïti, en passant par la route sud, avait pour objectif de s'opposer aux raids d'esclaves approuvés par les Français. Incapable de vaincre la défense franco-espagnole, et intimidée par l'arrivée d'une flotte française en soutien de Borgella à Saint-Domingue, l'armée de Dessalines et d'Henri Christophe attaque les villes dominicaines de Santiago et de Moca, tandis qu'Alexandre Pétion envahit Azua,. En retraite de Saint-Domingue, Dessalines arriva à Santiago le 12 avril 1805. À Santiago, les forces haïtiennes incendient la ville, y compris des églises et des couvents. L'armée tue environ 400 habitants, dont quelques prêtres et emmené des prisonniers à Haïti. D'autres personnes sont tuées sur les ordres de Dessalines dans les parties françaises de l'île, dont les villes de Monte Plata, Cotuí et La Vega et environ 500 habitants de la ville de Moca, au nord,,. L'avocat Gaspar de Arredondo y Pichardo écrit : « Quarante enfants [dominicains] ont été égorgés à l'église de Moca, et les corps retrouvés au presbytère, l'espace qui entoure l'autel de l'église... ». Les survivants des raids fuient vers l'ouest, notamment à Higüey via Cotuí, ainsi que vers d'autres territoires des Antilles espagnoles. Les prisonniers rassemblés par les troupes sont contraints d'accompagner l'armée à son retour en Haïti où, une fois arrivés, ils sont tués ou forcés de travailler dans des plantations. Au total, en l'espace de quelques semaines, près de la moitié de la population de Saint-Domingue est massacrée par les soldats haïtiens.
Les Français conserveront la partie orientale jusqu'à la bataille de Palo Hincado le 7 novembre 1808 et la capitulation de Saint Domingue le 9 juillet 1809 avec l'aide de la Marine royale britannique.
Il confisque les terres des colons et donne les meilleures à ses officiers. Pour remettre en marche l’économie, il édicte le travail forcé des cultivateurs avec un règlement plus dur que celui de Toussaint. Le peuple reprend les armes contre cette dictature.

## Division de l’Empire
C'est à Marchand, le 16 octobre 1806, que Dessalines prend connaissance de la révolte. Ignorant que Christophe avait été proclamé chef de l'insurrection, il lui écrit de se tenir prêt à entrer en campagne. Au général Pétion, qui était également dans le complot, il donne l'ordre de marcher sur les Cayes à la tête des troupes de la seconde division de l'Ouest. 
Le 17 octobre 1806, l’empereur est assassiné à Pont-Rouge, au nord de Port-au-Prince, par ses collaborateurs, Alexandre Pétion, Jean-Pierre Boyer, André Rigaud et Bruno Blanchet.
Après l’assassinat, Henri Christophe est reconnu comme chef du gouvernement impérial à titre provisoire, en attendant d’être officiellement désigné comme empereur par le conseil militaire. Mais Pétion et ses partisans préparent une révision de la constitution afin de limiter les pouvoirs de Christophe et de transformer le pays en régime parlementaire. 
Christophe tente de s’imposer face aux réformistes, mais se heurte à Alexandre Pétion qui défend la capitale, Port-au-Prince. Christophe regagne le Cap-Haïtien, au nord, où il s’instaure dictateur. Au sud, le sénat élit Pétion comme président de la République. Le pays se scinde en deux : Christophe au nord et Pétion au sud. 